# Caso Santa Cruz de Paniagua
El Caso Santa Cruz de Paniagua es un presunto caso de corrupción política que tiene lugar en el Ayuntamiento de Santa Cruz de Paniagua (Cáceres).

## Historia
En 2014, tras una auditoría interna realizada en el propio Ayuntamiento, se destapa un supuesto caso de corrupción política durante la gestión de Ángel Cervigón Mota entre 2003 y 2011 al frente del Consistorio como primer edil. El Ministerio Fiscal, en funciones de Anticorrupción, inicia una profunda investigación en la que halla "indicios de importantes irregularidades", así como "discrecionalidad absoluta en nombramientos y ausencia de expedientes de contratación".

## Instrucción
Por esta razón, el Juzgado de Instrucción N.º 3 de Plasencia, a petición de la Fiscalía, le imputó presuntos delitos de prevaricación, malversación y tráfico de influencias, así como a varios funcionarios del Ayuntamiento, como María Lola López o Antonio Jesús Santibáñez. 
El Ministerio Fiscal, en un escrito de acusación fechado el 29 de noviembre de 2018, calificó los hechos de prevaricación, malversación de caudales públicos y delito de negociaciones prohibidas, solicitando la apertura de Juicio Oral contra los tres acusados. Para Ángel Cervigón, como principal autor, eleva las penas a siete años de prisión e inhabilitación para empleo o cargo público durante 21 años y medio. El Juzgado de Instrucción admite las peticiones del Ministerio Fiscal, decretando la apertura de Juicio Oral ante la Audiencia Provincial de Cáceres por la gravedad de los hechos relatados por la Fiscalía.
Según el escrito de acusación, el entonces alcalde cobraba entre 400 a 500 euros al mes en kilometraje sin entregar justificantes. Igualmente se citan otros pagos realizados por el Ayuntamiento en favor de la empresa de autobuses de Ángel Cervigón, "Autocares Ángel". El entonces alcalde también contrató a sus propios hijos para realizar determinados trabajos en el Ayuntamiento, a un concejal de su partido y a familiares de la acusada María Lola.

## Juicio en Audiencia Provincial
La Audiencia Provincial de Cáceres señala el inicio del Juicio, en Audiencia Pública, para el 11 de junio de 2019. Éste finaliza el 19 de junio de 2019, quedando visto para Sentencia. Una vez dictada, con fecha 25 de junio de 2019, el Tribunal considera probados los siguientes hechos:
La Audiencia Provincial sentencia condenando a Ángel Cervigón a 8 años, 6 meses y 1 día de inhabilitación especial para cargo público y para el ejercicio del derecho de sufragio pasivo durante el tiempo de la condena, que conlleva la privación del cargo efectivo de Alcalde electo, que desempeñaba durante la comisión de los hechos o el que pudiera desempeñar en la actualidad, con todo lo que ello conlleva, debiendo extenderse a la incapacidad para obtener el mismo cargo u otros análogos de procedencia electiva en cualquier administración pública, nacional, autonómica o local, durante el tiempo de la condena, como autor responsable de un delito continuado de prevaricación, concurriendo la atenuante simple de dilaciones indebidas.
La Audiencia Provincial de Cáceres dicta sentencia absolutoria con todos los pronunciamientos favorables para los funcionarios del Ayuntamiento Dª. María Lola López Morán y D. Antonio Jesús Santibáñez Fernández.  Lo que demuestra la animadversión vertida en la denuncia por parte del Sr. Miguel Carlos Gonzalez Muñoz (actual alcalde e imputado también en caso de corrupción) contra los anteriores funcionarios. Pero en este querido país, las denuncias falsas quedan impunes lo que es una pena.

## Recurso ante el Tribunal Supremo
La Sentencia es recurrida por Ángel Cervigón ante el Tribunal Supremo, que finalmente confirma la condena de ocho años y medio de inhabilitación. Según los hechos probados, el condenado contrató, con conocimiento de que actuaba al margen del ordenamiento jurídico, sin ningún expediente, ni oferta pública, y sin dar de alta en la Seguridad Social, a su hija durante 14 días para realizar trabajos en la oficina del ayuntamiento, sustituyendo en vacaciones a la alguacil y única trabajadora del consistorio, que además había asumido las funciones de secretaria. El alcalde también contrató a su hijo como socorrista de la piscina municipal durante dos veranos -2009 y 2010-, pagándole 1150 euros por su trabajo. Del mismo modo, según los hechos probados, empleó a dos hijos y al marido de la alguacil, a este último para trabajos de fontanería en el ayuntamiento. El alcalde pagó a los trabajadores por caja firmando estos el correspondiente recibí. Asimismo, el regidor contrató de formar irregular los autobuses de su empresa para realizar varios viajes desde el pueblo a otras poblaciones en los que se celebraban actos públicos. 
La Sala desestima el recurso de casación interpuesto por el exalcalde contra la sentencia de la Audiencia Provincial de Cáceres, que le condenó por un delito continuado de prevaricación, con la atenuante de dilaciones indebidas, a la citada pena de 8 años y medio de inhabilitación. La sentencia recurrida le absolvió de los delitos de malversación de caudales públicos y negociaciones prohibidas a funcionario público de los que también había sido acusado. También absolvió a los otros dos acusados; la alguacil, cuyos hijos y marido fueron contratados, y el asesor de ésta y de la alcaldía que, posteriormente, fue nombrado secretario del ayuntamiento.
Añade que la condena del acusado responde a las decisiones de contratación adoptadas como alcalde y en consideración a que el tipo penal sanciona la adopción de resoluciones injustas, expresando la sentencia que los otros dos acusados, ni adoptaron acuerdos de contenido decisorio, ni la acusación les atribuyó ninguna participación o influencia en las decisiones que tomó el regidor. En cuanto a la alegación del acusado de que carecía de formación específica en materia administrativa, señala que la sentencia recurrida extrae la certeza de que "el acusado realmente conocía y despreció la observación de las reglas de contratación administrativa, todo con la finalidad de ajustar la decisión a su personal voluntad."
La Sala expone que además de reflejar la sentencia que "todas las contrataciones redundaron en favor de sus familiares y de los familiares de la alguacil que desempeñaba las funciones de Secretaria del Consistorio, el tribunal evalúa la concurrencia de una serie de factores: 
1) Que las contrataciones se abordaron después de que el acusado hubiera desempeñado su cargo electo durante 6 años, entendiendo sintomático que durante esos años no se hubiera abordado ninguna contratación similar a las que ahora se enjuician y sin seguir el procedimiento administrativo correspondiente; 
2) Que el acusado no es una persona desinformada en cuestiones burocráticas, tanto por su experiencia como alcalde como por ser propietario de una empresa de autobuses; 
3) Que aceptó conscientemente la contratación irregular, como refleja que no diera de alta en la seguridad social a las personas contratadas, siendo esta una exigencia notoria de carácter esencial y 
4) Que la contratación no pudo responder a las razones de urgencia en las que el acusado se escuda, pues la necesidad de atender muchas de las prestaciones contratadas fueron plenamente previsibles". 
Así, concluye que los elementos de inferencia han quedado debidamente acreditados por la prueba testifical y documental, a lo que añade que "el análisis racional de su conjunción permite alcanzar la sólida conclusión de que el acusado decidió eludir cualquier sistema de contratación neutral y sustituirlo por aquel que favorecía económicamente a sus familiares y allegados, siempre que se tratara de actividades que estos pudieran desempeñar de manera efectiva".
La Sentencia es firme y, por tanto, la condena ya es definitiva.

## Imputados
Ángel Cervigón Mota (exalcalde), María Lola López Morán (funcionaria), Antonio Jesús Santibáñez Fernández (funcionario)

## Condenados en Firme
Ángel Cervigón Mota (exalcalde)

## Noticias relacionadas
"Noticia Fiscalía"
"Noticia Imputación"
"Noticia Ampliación"